# Encyclops concinna
Encyclops concinna är en skalbaggsart som beskrevs av Holzschuh 1991. Encyclops concinna ingår i släktet Encyclops och familjen långhorningar. Inga underarter finns listade i Catalogue of Life.